# Anet
Anet település Franciaországban, Eure-et-Loir megyében. Lakosainak száma 2708 fő (2022. január 1.). Anet Sorel-Moussel és Boncourt községekkel határos.

## Népesség
A település népességének változása:
| Lakosok száma | 1464 | 2297 | 2696 | 2633 | 2658 | 2690 | 2733 | 2697 | 2689 | 2708 |
|               | 1968 | 1982 | 1990 | 2006 | 2013 | 2015 | 2017 | 2019 | 2020 | 2022 |